# Марк Клавдий Марцелл (консул 287 года до н. э.)
Марк Кла́вдий Марце́лл (лат. Marcus Claudius Marcellus) (около 330 — после 287 года до н. э.) — римский военный и политический деятель, консул Римской республики 287 года до н. э.
Марк Клавдий Марцелл, вероятно, является сыном Марка Клавдия Марцелла (консула 331 года до н. э.) и дедом Марка Клавдия Марцелла (пятикратного консула).
Избран консулом на 287 год до н. э.
В этом же году из-за обострения политической борьбы в Риме Квинт Гортензий был назначен диктатором и, под давлением плебеев, принял так называемый лат. Lex Hortensia.